# Gustav Kafka
Gustav Kafka, född 23 juli 1883, död 12 februari 1953, var en österrikisk filosof och psykolog.
Kafka var professor i Dresden och arbetade huvudsakligen inom den antika filosofhistoriens område med verk som Die Vorsokratiker (1921), Sokrates, Plato und der sokratische Kreis (1921), Aristoteles (1922), alla i den av Kafka utgivna Geschichte der Philosophei in Einzeldarstellungen; men även inom djurpsykologin med Einführung in die Tierpsychologie (1914).